# Fartura do Piauí
Fartura do Piauí är en kommun i Brasilien.   Den ligger i delstaten Piauí, i den östra delen av landet, 900 km nordost om huvudstaden Brasília. Antalet invånare är 5 076. Arean är 718 kvadratkilometer.
Terrängen i Fartura do Piauí är platt.
Omgivningarna runt Fartura do Piauí är huvudsakligen savann. Runt Fartura do Piauí är det glesbefolkat, med 8 invånare per kvadratkilometer.